# Llista d'universitats de Somàlia
Llista d'Universitats de Somàlia:
- Universitat de Benadir a Mogadiscio
- Universitat Amoud de Borama (Somalilàndia)
- Universitat de Burao (Somalilàndia)
- Universitat de l'Àfrica Oriental a Bosaso (Puntland)
- Universitat d'Hargeisa (Somalilàndia)
- Universitat de Kismaayo
- Universitat de Mogadiscio
- Universitat de l'Estat de Puntland a Garowe (Puntland)
- Universitat Nacional de Somàlia a Mogadiscio